# Panicum trinii
Panicum trinii är en gräsart som beskrevs av Carl Sigismund Kunth. Panicum trinii ingår i släktet vipphirser, och familjen gräs. Inga underarter finns listade i Catalogue of Life.